# Christian Wilhelm Westerhoff
Christian Wilhelm Westerhoff, né en 1763 à Osnabrück et mort le 26 janvier 1806 à Bückeburg, est un compositeur allemand.